# 영덕 괴시리 사곡댁
영덕 괴시리 사곡댁(盈德 槐市里 沙谷宅)은 대한민국 경상북도 영덕군 영해면 괴시리에 있는 조선시대의 건축물이다. 2002년 7월 15일 경상북도의 문화재자료 제425호로 지정되었다.

## 개요
영덕 괴시리 마을 내에 있는 사곡댁은 남용(南鎔)이 조선 고종 37년(1900)에 건립한 것을 1942년에 남응호(현 소유자의 아버지)가 매입하였다고 한다. ‘사곡댁’이라는 이름은 현 소유자 남명순(현 소유자)의 할아버지인 남조영의 처가 동네 이름인 경주 사곡을 딴 것이라 한다.
이 사곡댁은 정면 4칸·측면 5칸의 ㅁ자형 건물로 자연석 기단과 자연석 주초 위에 네모기둥을 세웠으며, 벽체·기단·굴뚝 등은 시멘트로 덧 발라져 있다.
대문칸을 중심으로 좌측에 1칸 마굿간이 있고, 우측에 아랫방과 사랑대청이 있다. 우익사는 사랑대청과 연결하여 2칸의 사랑방, 반칸의 통래칸으로 되어 있으며, 통래칸과 연접된 사랑방 부분은 당초 고간인 것을 1980년대 경에 방으로 개조하였다. 사랑지붕은 맛배지붕이며 외부에 툇마루를 설치하였다. 좌익사는 마굿간과 연결하여 화장실, 부엌, 안방 등으로 되어 있으나 화장실과 부엌을 현대식으로 일부 변형된 상태이다. 안채는 2칸 대청 좌측에 안방과 도장을 설치하였으나 도장 또한 방으로 개조된 상태이며, 우측에는 상방과 상방 전면에 쪽마루를 설치하고 대청 배면은 판벽으로 마감하였다.
상부가구는 3량이며, 사랑방 전면 지붕이 박공으로 되어 있어 특이한 모습을 하고 있다. 현재 이 곳에 거주하는 사람이 없으나 관리상태는 양호한 편이다.
사곡댁이 위치한 괴시리는 400여년 된 영양남씨 단일 집성촌으로, 이 사곡댁은 창건 당시의 모습이 약간 변형되어 있고 건축연대 또한 오래되지 않았으나 대체로 원형을 잘 보존하고 있다.

## 참고 자료
- 영덕괴시리사곡댁 - 국가유산청 국가유산포털